# Max Reger
Max Reger (Brand, 19. ožujka 1873. – Leipzig, 11. svibnja 1916.), 
njemački skladatelj.
Bio je profesor kompozicije u Münchenu i Leipzigu te direktor Dvorskog orkestra u Meiningenu. Po stilu je posrednik između kasnog romantizma i glazbene moderne, te preteča neobaroka. Ostavio je više od 1000 djela svih glazbenih vrsta izuzevši operu, a najznačajnija su mu djela za orgulje i komorne sastave. 